# 慕尼黑机场站
慕尼黑机场站（德語：S-Bahnhof München Flughafen）是一座慕尼黑快铁1号线和8号线位于慕尼黑机场的一座车站，从此站下车可抵达慕尼黑机场1号航站楼和2号航站楼。两条线路车次一般为20分钟，高峰时段轮番发车，平均车次为10分钟。